# Joffrey Baratheon
Joffrey Baratheon est un personnage fictif de la série de livres Le Trône de fer écrite par George R. R. Martin et de son adaptation télévisuelle Game of Thrones, interprété par l'acteur irlandais Jack Gleeson.

## Présentation
Né en l’an 286 (282 dans la série HBO) à Port-Réal, Joffrey est aux yeux de tous fils du roi de Westeros, Robert Baratheon. Mais, en réalité, il est tout  comme son frère Tommen et sa sœur Myrcella le fruit de l’inceste de Cersei Lannister et son frère Jaime.
En l’an 298, à la mort du roi, il devient le nouveau souverain de Westeros sous le nom de Joffrey Ier, sous la tutelle de sa mère Cersei devenue reine régente, de son oncle Tyrion, puis de son grand père Tywin Lannister (tous deux successivement Main du roi).
Il meurt finalement en l’an 300 à l’âge de 14 ans à Port-réal, empoisonné lors de son mariage avec Margaery Tyrell.

## Description du personnage
Il hérite de la beauté des Lannister de par sa mère, il est blond et a les yeux verts et est considéré par beaucoup comme étant un beau garçon. 
Dans les romans, chaque chapitre décrit l'action depuis le point de vue d'un personnage (qui n'est pas narrateur). Aucun chapitre ne voit l'action du point de vue de Joffrey ; il est vu et décrit dans les points de vue d'autres personnages, par exemple son oncle Tyrion Lannister ou sa fiancée Sansa Stark. 

### Psychologie
La personnalité de Joffrey Baratheon a évolué entre le moment où il était adolescent et celui où il était adulte : au départ il faisait preuve d'arrogance et de narcissisme. Cela s'est ensuite transformé en une jouissance face à la souffrance des autres, auxquels il se sent supérieur. D'après les critères de Robert Hare pour définir un psychopathe, il est possible d'affirmer que Joffrey Baratheon est sociopathe et sadique,. C'est un menteur invétéré, qui manipule les autres. Il est impitoyable, n'éprouve aucune culpabilité face à la souffrance qu'il inflige, et ne fait preuve d'aucune empathie. Il arrive souvent qu'il ne contrôle pas ses accès de colère, et il est en plus de cela impulsif. Il manque de sens de responsabilité, et de certaines qualités nécessaires pour être roi, ce qui le conduit à vouloir imposer son autorité, basée sur le système traditionnel du patriarcat, par la force.

## Histoire

### DansA Game of Thrones(première intégrale)
Joffrey fait sa première apparition lors de l’arrivée du cortège royal à Winterfell. Il se présente notamment devant Sansa Stark dont la main lui est promise comme un garçon de bonne famille, avec une âme chevaleresque. Malgré quelques signes comme son comportement dédaigneux envers Jon Snow le fils illégitime d’Eddard Stark, ou encore son manque d’empathie envers Bran après sa chute, rien ne laisse présager la cruauté du personnage.
Il faut attendre le retour du convoi vers Port-Réal pour qu’il dévoile son vrai visage. Notamment lors d’une balade romantique avec Sansa prêt du gué des rubis. Durant celle-ci, ils surprennent Arya Stark s’entrainant à l’épée avec Mycah, le fils d’un boucher. Joffrey s’amuser à menacer et blesser le pauvre garçon impuissant, mais est finalement attaqué par Nymeria, la louve d’Arya, et cette dernière jette l’épée de Joffrey, Dent de Lion, dans la rivière. Pour venger son fils blessé, Cersei ordonne l’exécution de Lady, la louve de Sansa (Nymeria étant introuvable). Eddard Stark (Ned) s’acquitte de cette tâche, refusant que Cersei puisse en avoir le plaisir. Une fois son fardeau accompli, Ned croise le chemin de Sandor Clegane le bouclier lige de Joffrey tenant le cadavre de Mycah. Ce dernier dit même : « Il courait, mais pas assez vite ».
Une fois de retour à Port-Réal, Joffrey reprend son jeu galant envers Sansa, notamment durant le tournoi de la main, même s’il semble mal à l’aise face à la relation conflictuelle de ses parents.
A la mort de son père lors d’une partie de chasse, qui en réalité est un meurtre déguisé mis en place pour placer Joffrey sur le trône, Joffrey devient le nouveau roi légitime. Ned Stark étant la main du roi, c’est à lui que revient la régence, ce qui n'est pas du goût de Cersei qui s’y oppose. Ned qui a deviné que Joffrey n’est pas le fils de Robert Baratheon tente alors un coup d’état. Mais il est finalement trahi et arrêté. Grâce aux plaidoiries de Sansa auprès de Joffrey, Ned a la possibilité d'être acquitté contre des aveux. Le seigneur du Nord accepte de mentir, et légitime Joffrey en public, se déclarant comme un traitre car il espère ainsi préserver sa vie et sa famille. Mais, alors que Ned devait être envoyé rejoindre la garde de nuit, Joffrey trahit sa parole, et malgré les protestations de sa mère et ses conseillers, ordonne que la tête de ce dernier soit tranchée. Puis demande à Ilyn Payne de la lui rapporter.
À la suite de cet évènement, le comportement de Joffrey envers Sansa change radicalement. Il ordonne qu’elle soit battue et la force à contempler la tête de son père en lui promettant que celle de son frère Robb, qui a soulevé le Nord contre lui, sera bientôt également sur les remparts.

### DansA Clash of Kings(deuxième intégrale)
La comète rouge aperçue dans le ciel est vu comme un bon présage pour Joffrey par sa couleur semblable aux étendards des Lannisters.
Pour les 13 ans de Joffrey un grand tournoi est organisé, mais la guerre provoque un manque de participants et de public. Si bien que Joffrey perd patience et menace de tuer ser Dontos arrivé en lice ivre mort. Ce dernier est heureusement sauvé par Sansa qui insiste sur le fait qu’une exécution le jour de son anniversaire serait un mauvais présage. Ser Dontos devient ainsi le nouveau bouffon royal.
Tyrion nommé main du roi par intérim par son père Tywin, Joffrey est écarté petit à petit de la gouvernance, si bien qu'il s’occupe en faisant frapper Sansa par les chevaliers de la garde royale, dès qu’elle le contredit. Il s’occupe également de gérer les émeutes en faisant couler le sang.
La mort du roi Renly tué par son frère Stannis Baratheon, tous deux oncles de Joffrey, est une occasion pour la famille Lannister de rallier les anciens alliés de Renly, la puissante maison de Haujardin de la famille Tyrell. Et cela grâce à un mariage, celui de Joffrey et Margaery Tyrell, la veuve de Renly.
Stannis qui a pour but de conquérir la capitale attaque finalement par la Néra, la rivière passant par la ville, ce qui donnera le nom de bataille de la Néra à cette affrontement.
Pour améliorer le moral des troupes Joffrey est placé au commandement des Trois Putes, des trébuchets, sous la garde de ser Meryn Trant et de ser Osmund Potaunoir. Avant de partir il force Sansa à embrasser sa nouvelle épée Mangecœur. Mais au cours de la bataille, Cersei pensant celle-ci perdue ordonne un repli de son fils, ce qui provoque un mouvement de panique chez les hommes du guet. La bataille est finalement gagnée avec l’arrivée de l’armée de Tywin Lannister et les forces Tyrells.

### DansA Storm of Swords(Troisième Intégrale)
Un mariage est finalement conclu entre Joffrey et Margaery.
Peu de temps avant celui-ci Sansa reçoit une invitation de la reine des épines, Olenna Tyrell, la grand-mère de Margaery. Celle-ci l’interroge sur les rumeurs circulant sur Joffrey. Sansa le présente alors comme le monstre qu’il est.
Pour éviter une alliance entre Sansa et les Tyrells, Tywin force Sansa et Tyrion à se marier. C’est Joffrey qui accompagne Sansa pendant la cérémonie à la place du défunt Ned. Et il n’oublie pas de lui rappeler que quoi qu’il arrive elle lui appartiendra toujours.
L’annonce de la mort de Robb Stark arrive finalement jusqu’à Port-Réal. Joffrey réclame alors la tête de ce dernier pour l’offrir à Sansa ce qui lui est refusé par son grand-père.
De grandes noces sont finalement organisées pour l’union de Joffrey et Margaery. Des seigneurs des 4 coins du royaume viennent y assister. Il reçoit de nombreux cadeaux notamment une épée en acier valyrien de la part de son grand père,  créée à partir de la fonte de Glace, l’épée des Starks. Il la nomme finalement Pleur-de-Veuve, et la teste sur «Vies de quatre Rois» de mestre Kaeth, un livre rare offert par Tyrion.
Durant le Banquet, des nains saltimbanques sont invités à se produire sur scène, nouvelle source d’humiliation pour Tyrion. Ce dernier reçoit une choppe de vin sur la figure de la part de son neveu, et se voit forcé de remplir sa coupe. Joffrey s’étouffe alors en mangeant sa tourte au pigeon et meurt, empoisonné. Tyrion est alors accusé et emprisonné. Quant au corps de Joffrey il est emmené au donjon rouge.
Littlefinger apprendra bien plus tard à Sansa que les véritables coupables sont la reine épine qui voulait empêcher Joffrey de toucher à sa petite fille, Margaery et lui-même.

### Dans la série télévisée
Lors de la saison 8 de Game of Thrones, Jaime Lannister se rend à Haujardin pour tuer Olenna Tyrell, coupable de rébellion. Par respect pour cette dernière, il lui donne un poison provoquant une mort indolore. Après l’avoir absorbé et se sachant désormais inatteignable elle avoue à Jaime être à l’origine du meurtre de Joffrey.

### Dans la bande dessinée
Joffrey apparait dans les intégrales de comics du  trône de fer écrite par Daniel Abraham et dessinées par Tommy Patterson, parues entre 2011 et 2015. Elles retracent la première intégrale en 6 tomes. La seconde partie A Clash of Kins écrite par Landry Q Walker et dessinée par Mel Rubi, dont le premier tome est paru en 2020, comporte actuellement 3 tomes.

## Analyse

### Inspiration historique du personnage

#### Guerre des Deux-Roses
La guerre des Deux-Roses est une source d’inspiration majeure de Martin pour l’écriture du Trône de Fer. Parmi les nombreux acteurs historiques de ce conflit, deux d'entre eux ont inspiré le personnage de Joffrey : Richard II sacré roi en 1377 à l’âge de 10 ans et surement atteint de troubles de la personnalité; et Edward de Westminster mort à 17 ans en 1471, lors de la bataille de Tewkesbury, qui aurait été de son vivant un prince cruel, violent et obsédé par la guerre.

#### Anarchie anglaise
La mort de Joffrey est inspirée de celle du prince Eustache IV de Boulogne, durant l’Anarchie anglaise (1135-1153). Cette guerre oppose le père de Eustache, Etienne de Blois descendant de Guillaume le Conquérant, à Mathilde l'Emperesse, fille de Henri Ier. Ce conflit a d'ailleurs inspiré de nombreux auteurs tels que Ken Follet pour Les Piliers de la Terre. Cette guerre qui s'éternise mène finalement à des négociations entre les deux opposants; mais Eustache IV, quant à lui refuse de négocier. Il se rend alors au monastère Bury Saint Edmond pour demander des fonds, ce que les moines lui refusent. Le monastère est alors pillé, et le soir même, il meurt en mangeant de la nourriture venue du monastère. Lors d’une interview Martin compara sa mort à celle de Joffrey : « La mort d’Eustache a été acceptée, et je pense que c’est exactement ce qu’espéraient les assassins. Dans Game of Thrones, tout le royaume est témoin du spectacle de Joffrey s’étouffant à mort après avoir avalé un morceau de gâteau. Mais ce que les assassins n’ont pas prévu, c’est que Cersei soupçonne immédiatement qu’il s’agit d’un meurtre. »